# Podvrh, Braslovče
Podvrh je naselje v Občini Braslovče.
Podvrh leži ob vznožju Dobrovelj. Znan je po gradu Žovnek v katerem so živeli Celjski grofje, v Podvrhu pa je tudi Žovneško jezero, eno od treh jezer v občini Braslovče.